# José Martins (Radsportler)
José Martins (* 20. Februar 1917 in Paderne; † 6. Februar 2011 in Lissabon) war ein portugiesischer Radrennfahrer.

## Sportliche Laufbahn
Martins war im Straßenradsport und im Bahnradsport aktiv. Von 1940 bis 1950 war er Berufsfahrer. 1946 (vor Fernando Moreira) und 1947 (vor João De Jesus Rebelo) gewann er die Portugal-Rundfahrt. 1941 wurde er hinter Francisco Inácio Zweiter, 1948 und 1950 jeweils Vierter. Etappensiege in der Portugal-Rundfahrt holte er 1941, 1946 (dreifach), 1947 (zweifach) und 1948 (zweifach).
1944 und 1949 siegte er in der nationalen Meisterschaft im Straßenrennen in der Klasse der Amateure. Weitere Siege holte Martins im Circuito de Santarem 1941, im 100 Km Contra-Relógio 1944, im Grand Prix d’Ouverture d’Albi 1948. 
1949 gewann er die nationale Meisterschaft im Steherrennen.